# Pedro Cabello Septien
Pedro Cabello Septien (Liérganes, 28 de diciembre de 1812-Madrid, 24 de agosto de 1900) fue un político español.

## Biografía
Nació en la localidad de Liérganes, Santander, el 28 de diciembre de 1812. Ingresó en la vida pública en 1833, distinguiéndose en aquella fecha por sus ideas liberales.
En el Archivo Histórico Nacional, existe hoja de servicio, donde aparece como Oficial 2º de la Contaduría de Rentas del Partido de La Serena (Badajoz) 1835/1835. Empleados de Intervención de Rentas, de la Real Hacienda.
Perteneció al ejército liberal durante la Primera Guerra Civil Carlista (1833-1839). En 1839 dejó el servicio al Estado.
A partir  de 1839, se dedicó a negocios y empresas mercantiles. El 26 de abril de 1844, en el Diario de avisos de Madrid, fue llamado a declarar ante la fiscalía de la Capitanía General del distrito. Ese mismo año fue jurado del Tribunal de Zamora. En 1845, El Clamor Público, publicó una carta de su suegra y cuñado pidiendo que se aclarase que su pariente y el Pedro Cabello implicado en una falsificación de billetes, no eran la misma persona.
Fue nombrado comisionado especial de Ventas, de Bienes Nacionales de la provincia de Zamora, en 1844 y por R.D. de 1 de febrero de 1856.
El 10 de diciembre de 1849, adquirió una casa ruinosa, conocida como Casa de los Sanabria en Zamora, a José María de Villaroel e Ibarrola Duque de la Conquista y Marqués de Palacios

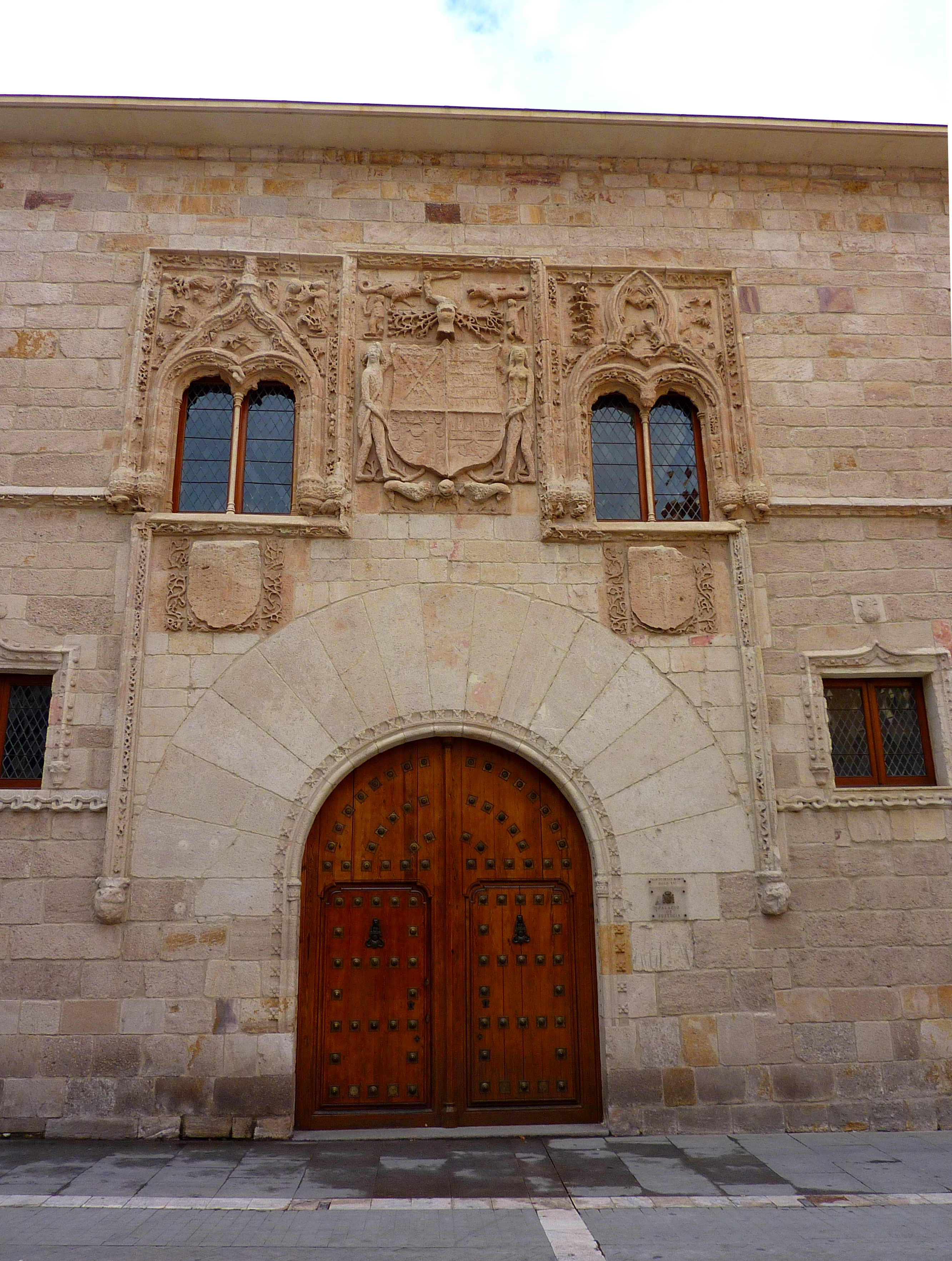
Casa de los Sanabria (Palacio de los Momos)

En 1853, fue secretario de la mesa electoral del distrito de Alcañices (Zamora).
Consta, en 1854, como suscriptor voluntario, "para las viudas y huérfanos que habían perecido en Madrid en la defensa del Trono Constitucional y la Libertad".
Apareció en la lista de señores accionistas y formó parte de la Comisión encargada de promover la suscripción para el proyecto del ferrocarril de Alar del Rey a Santander, en 1850. En 1852, después de comunicar la inauguración de las obras. La Comisión concesionaria del ferrocarril de Isabel II de Santander a Alar del Rey, pedía a los accionistas estuvieran al día en los pagos.
El 4 de febrero de 1856, en el Boletín Oficial de Zamora, en la sección Político-Administrativa, Ministerio de Fomento, la reina le concedió la autorización durante ocho meses para estudiar una línea de ferrocarril desde Zamora a Toro, enlazando con la línea que desde esta última ha de empalmar con el ferrocarril del Norte. Sin derecho a la concesión ni a la indemnización de ninguna clase por los estudios que practique.
En 1854, formó parte de la Junta Consultiva y de la Junta Directiva del Partido Progresista que eligió como candidato a Práxedes Mateo Sagasta, en Zamora.
Fue admitido en la Sociedad Matritense en 1861.

### Junta Provincial de Zamora
- Vocal de la Junta Inspectora, del Instituto de Zamora, en 1853[14]

- Junta Provincial de Agricultura, Industria y Comercio
  - Vocal: En Junta del 6 de octubre de 1861, resulta cesado del cargo de vocal de la sección de Comercio.[15]
  - Vicepresidente: 1861/1862.[16]
  - Comisario en 1874.[17]

- Junta Provincial de Beneficencia
  - Vocal Beneficencia y Sanidad (1876-1877),[18] 1779/1884[19] y 1889[20]

- Miembro de la Junta Provincial de Auxilios (1885 y 1891).[21]

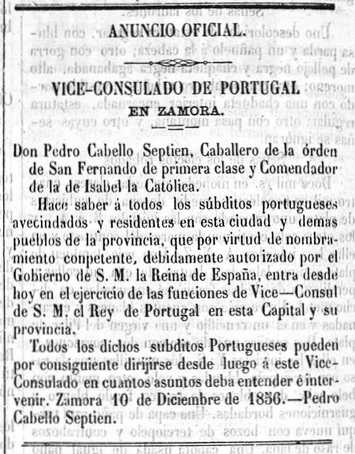
-Vicecónsul 1856-

### Diputación Provincial de Zamora
- Presidente interino en 1867.[22]

### Ayuntamiento de Zamora
- Regidor en 1852.[23]
- Alcalde constitucional y presidente del Ayuntamiento (1859-1860).[24]
- Alcalde 1º: 1875/1880[25]

### Real Academia de la Historia
- Académico correspondiente por Zamora, fue nombrado el 30 de junio de 1866,[26] 1872/1873,[27] 1877/1881,[28] 1883/1885,[29] 1887,[30] 1889/1894[31] y 1896/1900[32]

### Vicecónsul de Portugal en Zamora[33]
- 1856/1900.[34]
- Sucesor: Pedro Fernández Coria.[35]

### Diputado
- Diputado provincial por Bermillo (Zamora)[36] (1866).
- Diputado provincial por el distrito de Alcañices (Zamora).

### Senado (1881/1900)[37]
- Senador por la provincia de Lugo:
-1881/1882,[38] 1882/1883,[39] 1883/1884,[39] 1886, 1887,[40] 1887/1888,[41] 1888/1889[42] y 1889/1890.[43]

- Senador por la provincia de Zamora:
-1893, 1894[44]/1895[45] y 1896.[46]

- Senador vitalicio:
-1898/1899[47] y 1899/1900.[48]

## Distinciones y condecoraciones
- Caballero de la Ilustre Real y militar Orden de San Fernando y del Mérito.

- Cruz de primera clase de la Beneficencia (1861): "Según escriben de Zamora, S.M. la reina ha premiado merecidamente con la Cruz de la Orden Civil de la Beneficencia de Primera Clase los eminentes servicios prestados por el Sr. D. Pedro Cabello Septien, alcalde de aquella capital el año anterior, durante la terrible inundación del río Duero en los días 29 y 30 de diciembre último, que tantos estragos y pérdidas ocasionó en aquella población".[49]

- Caballero comendador de la Real y Distinguida Orden de Carlos III (1862): "En recompensa de los distinguidos servicios que en 1860 prestaron en Zamora cuando fue inundada por las aguas del Duero, arrasando más de 700 casas, han sido nombrados por S.M. D. Pedro Cabello Septien comendador de Carlos III, D´Ramón Martínez, caballero de id; D. Agustín Santa María, para la Cruz de Beneficencia de segunda clase. D. Serapio Herrero, para id., idem; D. Severiano Rodríguez, para la id. id. de tercera idem.".[50]

- Caballero comendador de la Real Orden de Isabel la Católica (23 de enero de 1881).[51]

## Familia
Nació en Liérganes, Santander, el 28  de diciembre de 1812, hijo de Francisco Cabello Gómez y Josefa Septien. Nieto de Pedro Cabello Solares y María Gómez Acebo y de Pedro Septien y Rosa de Barneda. Bautizado al día siguiente, fueron sus padrinos Pedro Simón y Vicenta de Septien.
Se casó Con María Luisa Fernández Coria y tuvieron cuatro hijos, Guadalupe, Alfredo, María Esperanza y Genaro Cabello Fernández.
El 23 de febrero de 1882 se publicó el fallecimiento de su hijo, el joven letrado Genaro Cabello Fernández en Zamora.
Su hijo Alfredo Cabello Fernández (Banquero), fue también alcalde de Zamora, además de presidente de la Junta de Representantes de la Cárcel del partido de Zamora (1912/1913), dimitió de la alcaldía en marzo de 1913, pero siguió siendo concejal del Ayuntamiento hasta 1915. En 1916 fue nombrado vocal de la Junta Municipal, se casó con María Concepción Gómez-Acebo y Torre, hija de Felipe Gómez-Acebo Ginesio y Magdalena de la Torre Blanco, el 1 de junio de 1897 en Madrid. Tuvieron tres hijos, María de los Ángeles, Esperanza y Alfredo Cabello Gómez-Acebo.
Su hija Guadalupe se casó con Juan Ponce de León y Encina, hijo de Juan Galo Ponce de León y Monedero y Encarnación Encina Ordóñez, el 1 de junio de 1898 en Zamora. Tuvieron cuatro hijos, Luis, Juan, Guillermo y Alfonso Ponce de León Cabello
Su hija María de la Esperanza se casó con Pantaleón Gutiérrez Fernández, ingeniero jefe de Obras Públicas de Zamora, inspector general del Cuerpo de Ingenieros de Caminos, Canales y Puertos y subdirector de Obras Públicas y tuvieron dos hijos, Alfredo y Genaro Gutiérrez Cabello.
Falleció el 24 de agosto de 1900, en Madrid.